# Cometa Lulin
El cometa Lulin, oficialmente denominado C/2007 N3 Lulin, es un cometa pequeño y poco brillante, de 5.ª magnitud como máximo, que orbita alrededor del Sol con un período desconocido.

## Estudio del cometa
El cometa Lulin fue descubierto por el estudiante de Meteorología chino Quanzhi Ye, de Cantón y el astrónomo Chi Sheng Lin, del Observatorio Astronómico de Lulin (LUSS) de la Universidad Nacional Central de Sun Yat-sen, el 11 de julio de 2007, con un telescopio de 16 pulgadas; presentaba en ese momento un brillo de magnitud +18,9.
Chi Sheng realizó tres fotografías en la noche del 11 de julio desde el telescopio de 0,41 metros de diámetro Ritchey-Chrétien del Observatorio Lulin en Nantou, Taiwán, situado a 2.862 m s. n. m. descubriendo Quanzhi Ye un objeto que se desplazaba sobre el fondo de estrellas. Fue bautizado como Lulin por el observatorio donde trabajaba Chi Sheng. Identificado inicialmente como asteroide, observaciones de seguimiento posteriores realizadas por el Table Mountain Observatory (California, EUA) el día 17 de julio siguiente lo identificaron como cometa al observar una coma de 2 a 3 segundos de arco. 
El 4 de febrero de 2009 perdió parte de la cola debido probablemente a disturbios magnéticos o perturbaciones en el viento solar. En esa fecha mostraba un brillo de 8.ª magnitud.[cita requerida]

## Origen
Se supone que los cometas tienen dos orígenes diferenciados en nuestro Sistema Solar, el Cinturón de Kuiper, un disco plano helado de escombros estelares, situado a unos 50 unidades astronómicas (UA), y la Nube de Oort, una esfera de cuerpos cometarios, cuyo borde interno está situado a unas 50.000 UA. Los cometas de ciclo corto, con una órbita que toma un tiempo inferior a 200 años, proceden, por lo general, del cinturón de Kuiper; mientras que los de ciclo largo, como el Hale-Bopp, cuya órbita toma un tiempo de miles de años, parece que proceden de la nube de Oort.

## Órbita
Su órbita es aún desconocida en buena medida. Parece seguir una trayectoria hiperbólica, con una inclinación de 178,4 grados, es prácticamente paralela al plano de la eclíptica, en sentido contrario al de los planetas. Su perihelio se produjo el 10 de enero de 2009. Es probable que este sea su primer y último paso cerca de la Tierra, siendo su máxima aproximación el día 24 de febrero de 2009, cuando pasará a unos 0,41 UA (poco más de 61 millones de kilómetros) y podrá ser observado en Leo con un brillo máximo de 5.ª magnitud.

### Visto desde la Tierra

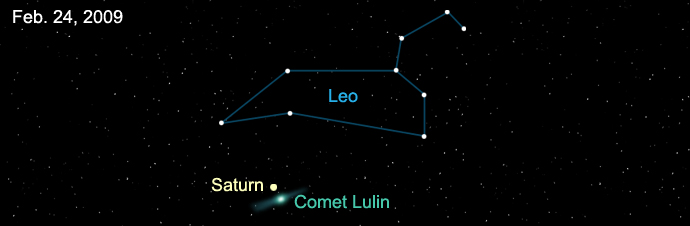
C/2007 N3 visto desde La Tierra hacia el 24 de febrero de 2009.

A inicios de febrero de 2009 se observa situado entre las “pinzas” de Escorpio, junto a la estrella Beta Scorpii, en dirección a la constelación de Libra. Hacia el día 6 de febrero su brillo es de 8.ª magnitud, desplazándose a una velocidad de 1 grado por día. Entre los días 11 y 12 pasa por la constelación de Virgo, junto a Lambda Virginis, desplazándose 2 grados por día. El día 15 de febrero empieza a ser visible, siendo de 6.ª magnitud su brillo. El día 16 está a 3 grados de la estrella Spica. Máxima proximidad a la Tierra y máximo brillo (5.ª magnitud) el día 24 de febrero. Se encuentra en Leo, cerca de Saturno, desplazándose 3 grados por día. Después comienza a alejarse de nuestro planeta. El 28 de febrero está en las proximidades de Regulus Leonis, continuando en días sucesivos hacia Cáncer y Géminis.

## Estructura y composición
Su cola presenta un color verdoso debido a la presencia de cianógeno y carbono diatómico. Al entrar en el interior del Sistema Solar, y aproximarse al perihelio, el Sol calienta su superficie, causando la sublimación de su materia, y pasando directamente del estado sólido al gaseoso, emitiendo una gran cantidad de gas volátil desde su superficie.